# NGC 6332
NGC 6332 (другие обозначения — UGC 10773, MCG 7-35-54, ZWG 225.82, PGC 59927) — спиральная галактика (Sa) в созвездии Геркулес.
Этот объект входит в число перечисленных в оригинальной редакции «Нового общего каталога».